# 에스프레소 마티니

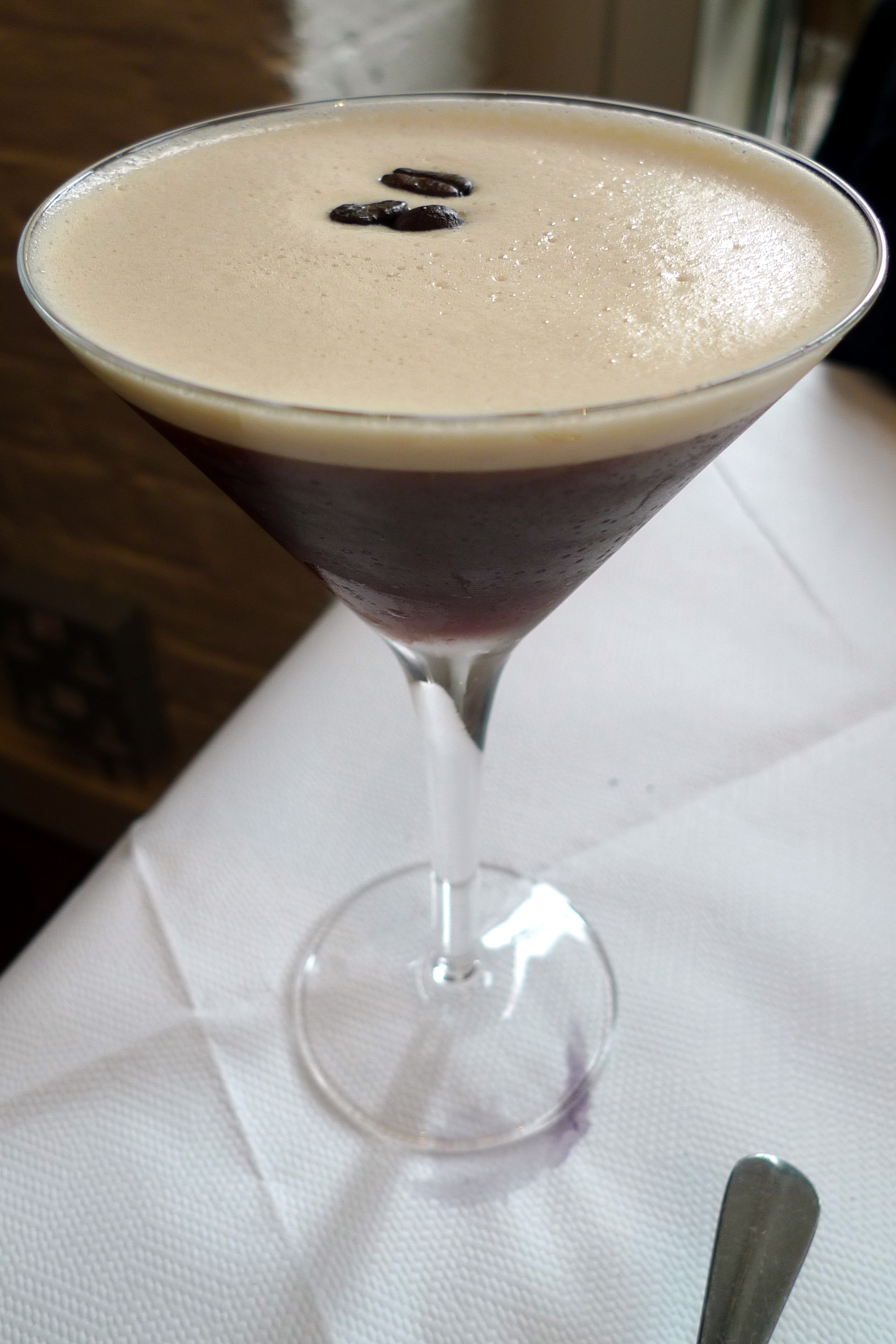

에스프레소 마티니(Espresso martini) 또는 보드카 에스프레소는 에스프레소, 커피 리큐어, 보드카를 섞어 만든 차가운 카페인 알코올 음료이다. 진 (술)이나 베르무트가 포함되어 있지 않기 때문에 진정한 마티니는 아니지만 이름에 마티니라는 용어가 포함된 많은 음료 중 하나이다.

## 원산
에스프레소 마티니의 기원에 대해서는 여러 가지 주장이 있다. 가장 일반적인 주장 중 하나는 1980년대 후반 딕 브래드셀(Dick Bradsell)이 런던의 프레즈 클럽(Fred's Club)에서 "나를 깨운 다음 나를 엿먹이게 하는" 무언가를 요청한 젊은 여성을 위해 만들어졌다는 것이다. 브래드셀은 널리 유포된 동영상에서 이러한 주장을 했다. 브래드셀은 자신이 음료를 발명하게 된 경위에 대해 "소호 브라세리의 커피 머신은 내가 음료를 파는 역 바로 옆에 있었다"고 말했다. 그리고 "내 생각엔 많은 생각이 들었고 그 당시에는 보드카에 관한 것이 전부였다. 모든 사람들이 술을 마시고 있었다."라고 이야기했다.
에스프레소 마티니의 조리법은 출처에 따라 다르다. 전통적으로 칼루아(Kahlúa) 또는 티아마리아(Tia Maria)가 포함된다.